# Синьоочка (сорт картоплі)
Синьоочка або Синьовічка (рос. Синеглазка) іноді (рідко) Синя — середньостиглий  сорт картоплі.

## Виведення сорту
Сорт отримано схрещуванням культурної й дикої картоплі С. І. Доміним в Інституті крохмалопродуктів (нині Всеросійський науково-дослідний інститут картопляного господарства (ВНДІКГ), рос. Всероссийский научно-исследовательский институт картофельного хозяйства (ВНИИКХ)), де отримав селекційний номер 15555. Через добрий смак, високу врожайність, відносну стійкість до вірусних та інших хвороб синьоочка душе швидко поширилася серед любителів-картоплярів. При зберіганні в невеликих обсягах сорт мав хорошу лежкість бульб. Але великі партії бульб Синьоочки зберігаються досить погано, тому від виробничого вирощування цього сорту на великих площах довелося відмовитися. Синьоока залишилася сортом для городників-любителів.

## Характеристика
Бульби великі, округлі, плескаті. Шкірка точково пофарбована в слабо-синій колір, але очі пофарбовані сильніше основного фону і здаються синіми (звідси і прізвисько «Синьоока»). М'якоть бульб біла. Квітки сині. Гібрид має стійкість до раку картоплі. За скоростиглістю Синьоока належить до групи середньостиглих сортів, але характеризується раннім початком бульбоутворення.